# Grand Central Parkway
La Grand Central Parkway (GCP) est une route de 23,51 km de long qui s'étend du Triborough Bridge à New York au comté de Nassau à Long Island. À la frontière entre le Queens et Nassau, elle devient la Northern State Parkway (en), qui traverse la partie nord de Long Island, le comté de Nassau et le comté de Suffolk, où elle se termine à Hauppauge. Le tronçon le plus à l'ouest (du Triborough Bridge à la sortie 4) comporte également un court tronçon de l'Interstate 278 (I-278). La route traverse le Queens et passe par la Cross Island Parkway (en), la Long Island Expressway, l'aéroport de LaGuardia et Citi Field, où se trouvent les Mets de New York. La route  est nommée New York State Route 907M (NY 907M).
La Grand Central Parkway présente quelques particularités uniques. C'est la seule des deux promenades de l'État de New York à avoir un motif elliptique noir sur blanc, l'autre étant la Henry Hudson Parkway, également à New York. Il s'agit de l'une des rares promenades de l'État à permettre la circulation des camions dans une certaine mesure. La section partagée avec la I-278 permet à tous les camions de moins de 14 pieds (4,3 m) de hauteur de circuler.